# Mihályi-patak
A Mihályi-patak a Környe délnyugati részén ered, Komárom-Esztergom vármegyében, mintegy 170 méteres tengerszint feletti magasságban. A patak forrásától kezdve keleti irányban halad, majd Környénél eléri az Által-ért.

## Part menti település
- Környe